# 郊狼龍屬
郊狼龍屬是獸腳亞目馳龍科恐龍的一屬，生存於白堊紀早期的北美洲。全長兩公尺，體高一公尺。其發現對於馳龍類恐龍的演化具有重大意義，顯示出在體型上演化的同時，也逐漸演化出靈活的尾部。

## 發現與命名
郊狼龍目前只有發現一個部分身體骨骼。在2005年，古生物學家 Donald D. DeBlieux 在美國猶他州的格蘭德縣發現這個小型獸腳類化石，該挖掘地點屬於雪松山組（Cedar Mountain Formation）的黃貓段下層，地質年代可能屬於巴列姆階，約1億3000萬到1億2500萬年前。
在2012年，菲力·森特（Phil Senter）、詹姆斯·柯克蘭（James Kirkland）等人將這些化石進行敘述、命名，模式種是德氏郊狼龍（Y. doellingi），也是目前的唯一種。屬名來自於當地印地安部族猶他人的詞彙「yurgovuch」，意為郊狼，由於郊狼也棲息於該地區，而且體型接近這個新發現化石；種名則是以地質學家Helmut Doelling為名，他已為猶他州地質调查局工作50多年，並參與繪製猶他州的許多地形圖，有助於森特、柯克蘭等人挖掘郊狼龍的化石。

## 特徵

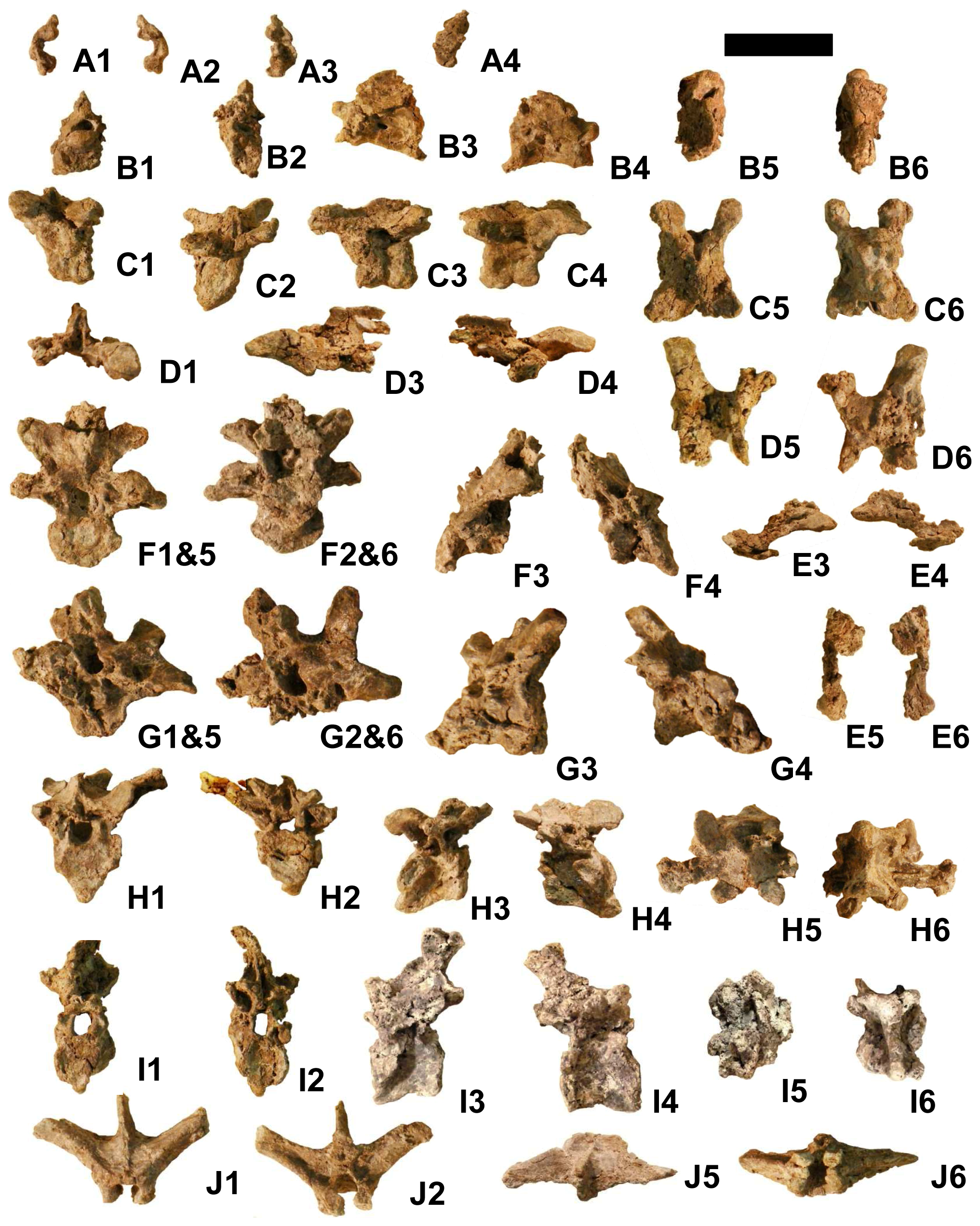
郊狼龍正模標本的頸椎與背椎

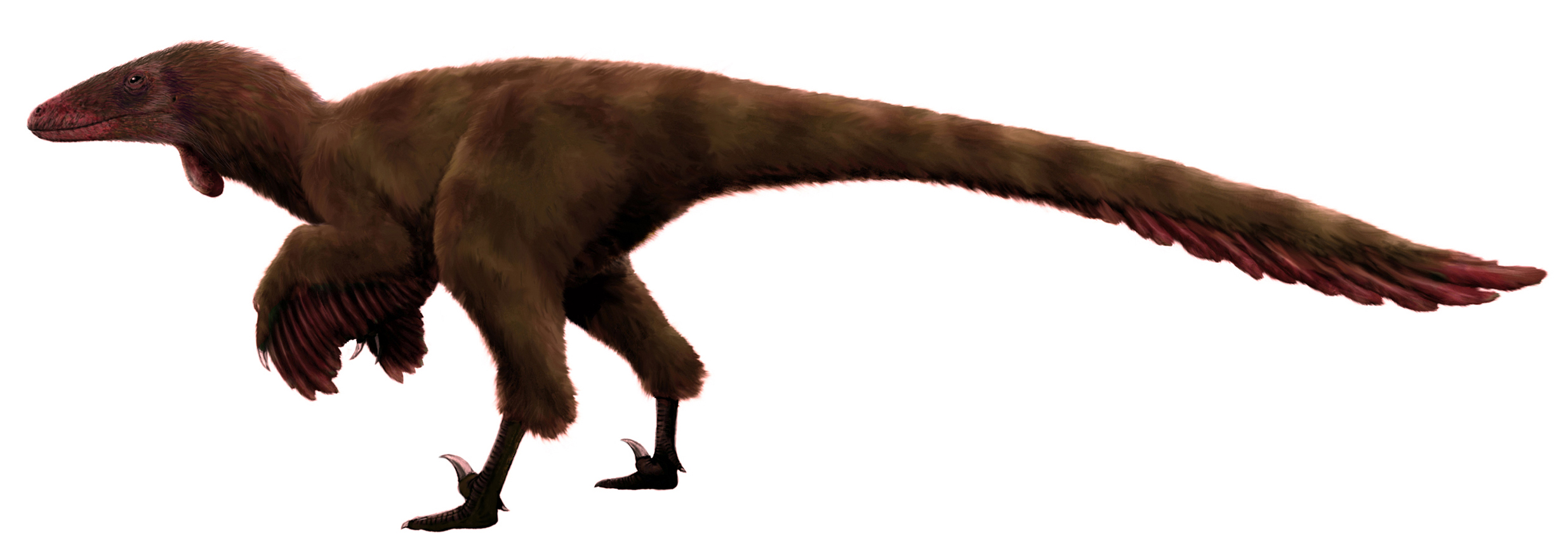
郊狼龍的復原圖

正模標本（編號 UMNH VP 20211）包含：數節頸椎、背椎、尾椎、以及左恥骨近端。在同一個挖掘地點，還發現禽龍類的鬣蜥巨龍、一種多刺甲龍亞科化石、以及一個伶盜龍亞科的恥骨（編號 UMNH VP 21752）與橈骨（編號 UMNH VP 21751）。
研究人員列出郊狼龍的鑑定特徵：脊椎每邊只有一個氣腔、第三頸椎的椎體末緣沒有傾斜、頸椎的前關節突屈曲、頸椎的骨骺位於後關節突的上方、頸背椎有椎下突而沒有氣腔、尾椎的前關節突延長，但長度沒有到前節尾椎的長度、恥骨沒有恥骨結節。
郊狼龍的尾椎前關節突延長，這特徵類似猶他盜龍，但與其他馳龍科相比，牠們的前關節突長度居中。延長的前關節突，本身是大部分馳龍科所擁有的特徵。郊狼龍的左恥骨沒有恥骨結節，而恥骨結節是種明顯的伶盜龍亞科特徵。
在此之前，黃貓段還發現許多獸腳類恐龍的化石，下層已發現鐮刀龍類的鑄鐮龍、傷齒龍科的雙子盜龍，上層則已發現大型馳龍科的猶他盜龍、小型虛骨龍類的內德科爾伯特龍、以及一種未命名的真馳龍類尾巴化石（編號 UMNH VP 20209）。
發現於同一地點的恥骨，比較小、並具有明顯的恥骨結節，因此跟郊狼龍正模標本不是來自於同一個體，而是來自於一個伶盜龍亞科恐龍。至於橈骨的長度/直徑比例相當短，接近伶盜龍亞科。這個恥骨與橈骨可能來自於同一個體，而且不屬於郊狼龍。

## 分類
研究人員在命名郊狼龍時，也提出種系發生學分析，將郊狼龍歸類於馳龍科的馳龍亞科，是阿基里斯龍、馳龍、猶他盜龍的近親。這個物種的前關節突長度居中，顯示這個演化支並非演化出更長、後期的極長前關節突，而是演化出更短的前關節突。由於前關節突的長度會妨礙尾巴的擺動，這個演化趨勢，顯示部分馳龍科在演化出大體型時，尾巴的靈活性也增加。